# سامیت‌وان‌جی
جرید راسل لازار (به انگلیسی: Jaryd Russell Lazar) که بیشتر با نام آنلاین مستعار summit1g شناخته می‌شود، توییچ استریمر آمریکایی و بازیکن ورزش الکترونیک بازنشسته است که برای تیم‌های A51 و Team Mythic در رشته کانتر-استرایک: گلوبال آفنسیو بازی می‌کرد. لازار اکثر شهرت خود را با استریم کانتر-استرایک: گلوبال آفنسیو و WarZ بدست آورد. او همچنان با بازی Escape from Tarkov , H1Z1، پلیرآن‌ناونز بتل‌گراندز ،اتومبیل‌دزدی بزرگ ۵ و Sea of Thieves محبوب شد.
لازار از سال ۲۰۱۲ استریم می‌کند و در هر استریم ۳۰٬۰۰۰ بیننده را دارد. بیننده او در استریم بتا بازی ولورنت در آپریل ۲۰۲۰، به ۳۱۰٬۰۰۰ رسید.
لاراز بیش از پنج میلیون دنبال کننده دارد که از ژانویه سال ۲۰۱۸ تا مارس ۲۰۱۸ او در میان استریمرهای با «بیشترین دنبال کننده» در توییچ بود. در ماه مه سال ۲۰۲۰ او بیش از ۸۷۰۰۰ مشترک داشت.